# Indirizzo di broadcast
Nelle reti di calcolatori, l'indirizzo di broadcast (o IP broadcast) è un indirizzo IP che consente l'invio delle informazioni a tutti gli host sulla stessa sottorete invece che ad un singolo destinatario. Si ricava calcolando l'OR logico bit a bit tra l'indirizzo e la maschera di rete invertita.

## Esempio di calcolo
- Indirizzo IP: 192.168.1.1
- Maschera di sottorete: 255.255.255.0

Convertiamo i due nella relativa sequenza di 32 bit:
```
192.168.1.1 = 11000000 . 10101000 . 00000001 . 00000001
255.255.255.0 = 11111111 . 11111111 . 11111111 .00000000
```

Invertiamo la maschera con una negazione logica su ciascun bit (1 diventa 0 e 0 diventa 1):
```
00000000 . 00000000 . 00000000 . 11111111
```

Procediamo con l'OR logico
```
11000000 . 10101000 . 00000001 . 00000001
00000000 . 00000000 . 00000000 . 11111111
__________________________________________
11000000 . 10101000 . 00000001 . 11111111
```

Convertiamo in decimale la sequenza di bit ottenuta
```
11000000 . 10101000 . 00000001 . 11111111 = 192.168.1.255
```

L'indirizzo di broadcast è 192.168.1.255

## Esempio di calcolo per verificare se un indirizzo appartiene alla propria rete (calcolo indirizzo di rete)
- Indirizzo IP: 192.168.1.1
- Maschera di sottorete: 255.255.255.0

Convertiamo i due nella relativa sequenza di 32 bit:
```
192.168.1.1 = 11000000 . 10101000 . 00000001 . 00000001
255.255.255.0 = 11111111 . 11111111 . 11111111 .00000000
```

Procediamo con l'AND logico
```
11000000 . 10101000 . 00000001 . 00000001
11111111 . 11111111 . 11111111 . 00000000
__________________________________________
11000000 . 10101000 . 00000001 . 00000000
```

Convertiamo in decimale la sequenza di bit ottenuta
```
11000000 . 10101000 . 00000001 . 00000000 = 192.168.1.0
```

L'indirizzo di rete è 192.168.1.0